# Chiến dịch Nam Trung
Chiến dịch Nam Trung hay còn gọi là Gia Cát Nam chinh hay Thất cầm Mạnh Hoạch (chữ Hán: 諸葛亮南征) là tên gọi của chiến dịch tấn công vào vùng Nam Trung do Gia Cát Lượng chỉ huy vào năm 225 trong thời kỳ Tam Quốc trong lịch sử Trung Quốc. Chiến dịch này nhằm dập tắt những mầm mống phản loạn gây hại đến nhà Thục Hán và cũng chuẩn bị một bước cho các chiến dịch Bắc phạt.

## Bối cảnh
Sau thất bại tại Trận Di Lăng, Lưu Bị ốm chết, Gia Cát Lượng tiếp tục phò tá hậu chúa Lưu Thiện lúc này mới 17 tuổi, ông đảm nhận chức Thừa tướng gách vác trọng trách trị vì thực quyền của nhà Thục Hán, tiếp tục theo đuổi mục tiêu thống nhất Trung Nguyên. Năm 223, Gia Cát Lượng bắt tay vào việc thực hiện bước 2 của bản kế hoạch chiến lược Long Trung đối sách. Một mặt ông cử Đặng Chi sang làm sứ giả Đông Ngô, khôi phục lại mối quan hệ đồng minh với Tôn Quyền. Đồng thời chấn chỉnh nền chính trị trong nước, ổn định nội bộ, dự trữ lực lượng chuẩn bị ráo riết cho chiến dịch Bắc phạt.

## Những cuộc nổi loạn vũ trang
Tuy nhiên trong lúc này ở vùng Nam Trung xảy ra cuộc nổi loạn vũ trang ở quận Ích Châu của một số địa chủ do Ung Khải cầm đầu, những người này đã nổi dậy giết chết quan Thái thú do Thục Hán bổ nhiệm. Tiếp đó xảy ra hai cuộc nổi loạn tiếp theo để hưởng ứng là cuộc khởi nghĩa do Chu Bao cầm đầu ở Hoàng Bình - Quý Châu và Cao Định ở Tây Xương-Tứ Xuyên.
Ung Khải sai Mạnh Hoạch tiến hành tuyên truyền xuyên tạc trong vùng dân tộc thiểu số ở Nam Trung. Mạnh Hoạch là nhân vật có tiếng tăm và uy tín trong khu vực các dân tộc thiểu số ở khu vực này. Để triển khai thực hiện mưu đồ của Ung Khải, Mạch Hoạch đã tung tin trong nhân dân dân tộc thiểu số rằng nhà Thục Hán sẽ bắt họ cống nạp những thứ khó tìm là:
- 300 con chó mực mà lông trước ngực phải hoàn toàn màu đen
- 3 đấu óc rệp
- 3.000 cây gỗ đoạn dài 3 trượng dù loài gỗ này không bao giờ mọc quá hai trượng

Do Mạnh Hoạch kích động nên phong trào chống đối ngày càng mạnh mẽ, đội ngũ quân nổi dậy ngày càng đông đảo và lan truyền khắp vùng Nam Trung.

## Đối sách của Thục Hán

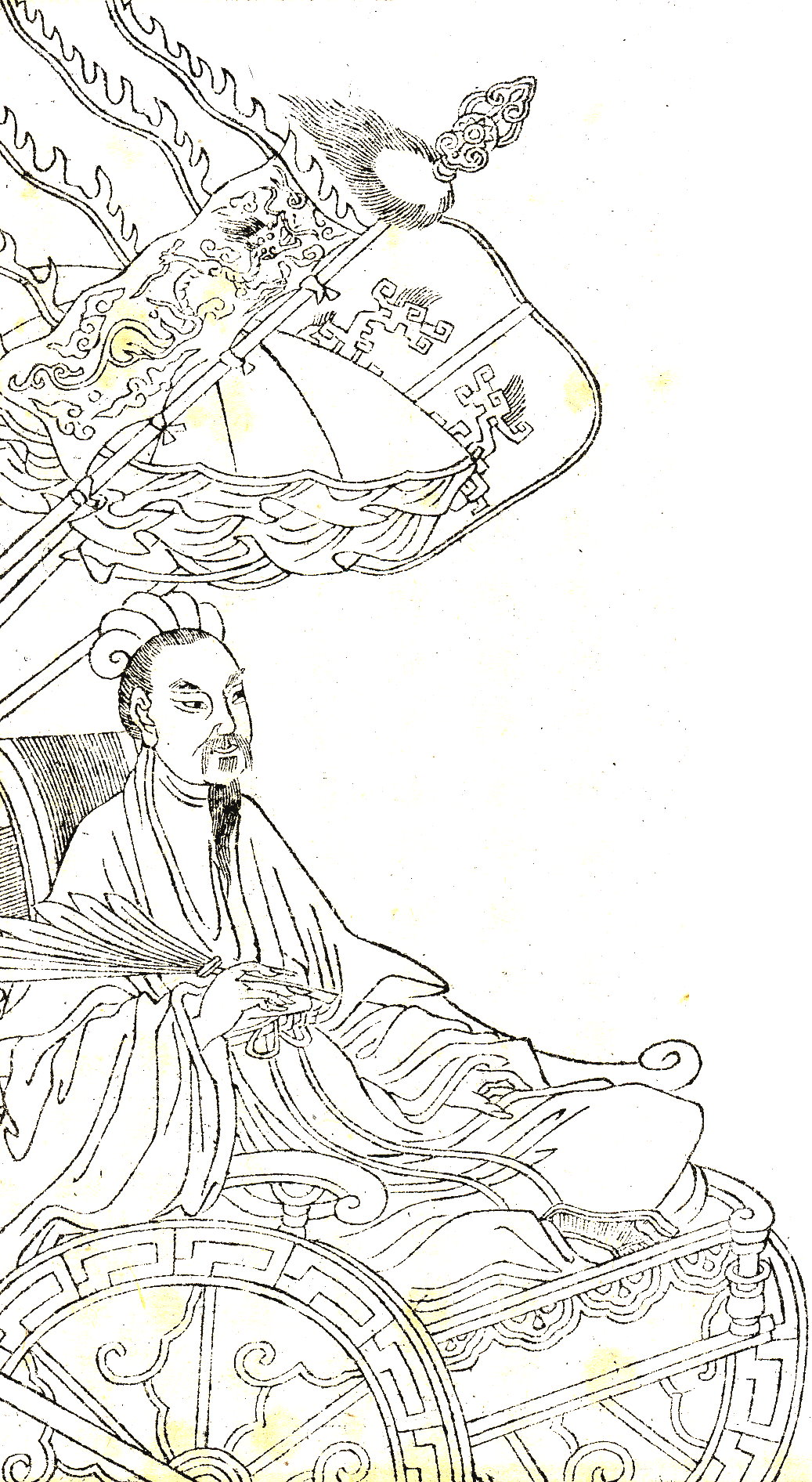
Trong chiến dịch này, Gia Cát Lượng đã tự mình xuất chinh

Sau khi cuộc nổi loạn đầu tiên xảy ra, Gia Cát Lượng áp dụng chính sách an ủi vỗ về, không thảo phạt, giải quyết bằng phương thức hòa bình. Tuy nhiên Ung Khải lại cho rằng chính quyền Thục Hán quá yếu đuối, nhu nhược cho nên ông ta càng quậy phá mạnh tay hơn. Do muốn ổn định hậu phương nhằm thực hiện việc lớn là Bắc phạt, Gia Cát Lượng quyết định tự mình đem quân xuống phía Nam.
Khi Gia Cát Lượng sắp đem quân đi đánh dẹp quân phiến loạn ở Nam Trung, Trưởng sử Vương Liên đã khuyên can rằng: Vùng đất ấy khô cằn, dịch bệnh lan tràn, tiêu điều xơ xác, đi là chuyện mạo hiểm. Gia Cát Lượng xét thấy Nam Trung là việc trọng đại, người khác khó đảm nhiệm nổi, nên ông ta vẫn quyết định tự mình xuất chinh. Sau này đã chứng minh là quyết định của ông ta đúng. Ông cũng không vì Vương Liên nêu ý kiến phản đối mình mà xa lánh ông ta, trái lại ca ngợi sự khuyên can chân tình của Vương Liên. Sau khi Vương Liên chết, ông cho con trai của ông ta kế thừa chức tước.
Tháng 3 khi Gia Cát Lượng xuất quân thì Tham quân Mã Tốc đến đưa tiễn. Gia Cát Lượng hỏi ông này về kế sách thì Mã Tốc đáp rằng: "Địa thế vùng Nam Trung rất hiểm yếu, cách trở, từ lâu đã không phục tùng triều đình, cho dù bây giờ ta dùng vũ lực đánh bại họ thì khi đại quân rút đi, họ lại tiếp tục làm phản, cho nên đạo lý dùng binh nên là đánh vào lòng người mới là thượng sách còn đánh vào thành lũy là hạ sách, chiến tranh tâm lý là thượng sách, chiến tranh binh đao là hạ sách, mong rằng thừa tướng chớ dựa vào vũ lực quá nhiều, hãy nghĩ cách chinh phục lòng người là chính". Kế hoạch này hoàn toàn trùng hợp với phương án hòa bình, an ủi vỗ về của Gia Cát Lượng.

## Diễn biến

### Quân Thục tiến quân
Đầu năm 225, Gia Cát Lượng sai Mã Trung chỉ huy cánh quân phía Đông, đi từ Nghị Tân xuống phía Đông Nam để đánh Chu Bao, cử Lý Khôi đang đóng quân tại huyện Bình Di đem binh mã dưới quyền làm cánh quân trung lộ đánh vào quận Ích Châu nhằm vây bọc Ung Khải. Còn Gia Cát Lượng đích thân dẫn quân chủ lực đi theo hướng Tây trước hết đánh Cao Định sau đó sẽ kết hợp với hai cánh quân đông và trung để đánh Ung Khải, dập tắt cuộc bạo loạn này.

### Giao tranh
Cánh quân phía Tây dưới sự chỉ huy của Gia Cát Lượng xuất phát từ An Thượng tiến vào vùng nổi loạn. Cao Định đã cho quân đào hào đắp lũy phòng thủ tại Hán Nguyên, Diêm Nguyên, Chiêu Giác và các nơi khác. Gia Cát Lượng cố ý chần chừ không tiến quân. Khi Cao Định tập trung quân từ các nơi về một chỗ, Gia Cát Lượng mới đánh một trận quyết định, tiêu diệt hết quân nổi loạn, giết chết Cao Định.
Trong lúc đó cánh quân phía Đông cũng đã đánh bại Chu Bao, giải quyết cơ bản cuộc bạo loạn ở hai phía Đông và Tây. Gia Cát Lượng chỉ huy cả bai cánh quân thừa thắng truy kích thọc thẳng vào căn cứ của Ung Khải ở Ích Châu.
Tháng 5, đạo quân của Gia Cát Lượng hành quân vượt qua vùng rừng núi hiểm trở không một dấu chân người, vượt qua sông Kim Sa hiểm trở đến gần được quận Ích Châu. Trong lúc đó, Ung Khải lại bị thuộc hạ của Cao Định giết chết. Mạnh Hoạch thay thế Ung Khải trở thành thủ lĩnh quân nổi dậy.

### Thất cầm Mạnh Hoạch

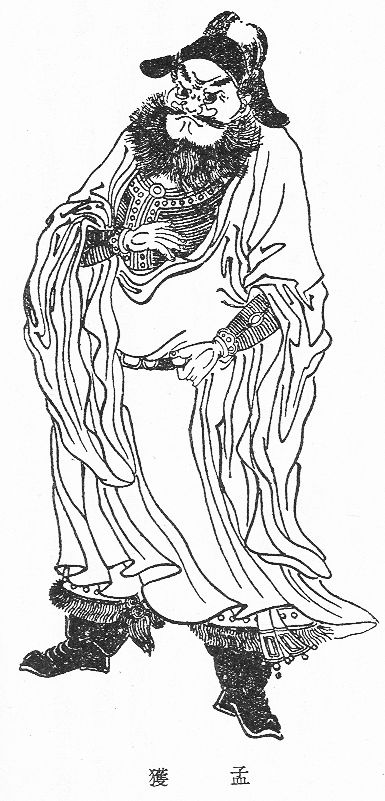
Mạnh Hoạch

Nhận thấy uy tín và ảnh hưởng sâu rộng của Mạnh Hoạch ở vùng Nam Trung và vì muốn giải quyết thật tốt mối quan hệ giữa các dân tộc thiểu số vùng này với triều đình Thục Hán nên Gia Cát Lượng quyết định đánh vào lòng người của Mạnh Hoạch, coi đó là chiến thuật chủ đạo. Ông ta hạ lệnh khi đánh nhau với Mạnh Hoạch, quân Thục chỉ được phép bắt sống, không được giết chết hoặc làm họ bị thương.
Trong trận đầu giao tranh, Mạnh Hoạch bị quân Thục bắt sống, Gia Cát Lượng không giết, không làm nhục mà còn bày tiệc khoản đãi, nhằm làm cho Mạnh Hoạch chịu hàng phục, Gia Cát Lượng còn cho quân bày trận thế, dẫn Mạnh Hoạch tham quan rồi hỏi Mạnh Hoạch: "Với một đội quân như thế, liệu ông có đánh thắng được không?". Mạnh Hoạch trả lời rằng: "Trước đây tôi chưa biết thực hư về quân đội của ông, chẳng qua tôi thất bại vì mắc phải mưu kế của ông. Bây giờ tôi thấy được trận thế, biết rõ thực tình, bất quá cũng chỉ có vậy thôi. Nếu ông dám thả cho tôi về, đánh lại thì chắc là tôi thắng".
Gia Cát Lượng tha cho Mạnh Hoạch trở về, Mạnh Hoạch tập hợp lại lực lượng giao tranh lần nữa nhưng vẫn bị thua và bị quân Thục bắt sống. Lần này Mạnh Hoạch vẫn chưa chịu phục. Gia Cát Lượng lại thả ông ta ra, cứ như vậy lặp đi lặp lại đến 7 lần. Đến lần thứ 7, khi Gia Cát Lượng định thả Mạnh Hoạch thì Mạnh Hoạch không chịu về vì ông ta nhận thấy Gia Cát Lượng quả thật là con người phi thường và trong thâm tâm không có ý thù địch với mình. Mạnh Hoạch thành tâm nói với Gia Cát Lượng rằng: "Thiên uy của Thừa tướng như vậy thì người miền Nam không bao giờ làm phản nữa".

## Kết cục
Sau khi Mạnh Hoạch chịu thần phục thì các thế lực phản loạn ở miền Nam cũng nhanh chóng lần lượt quy hàng. Mùa thu năm 225, ba cánh quân Đông, Tây và Trung hội quân ở Điền Trì (Vân Nam) ăn mừng thắng lợi của cuộc Nam tiến và giai thoại bảy lần bắt bảy lần thả được truyền tụng. Trong chiến dịch này, Gia Cát Lượng đã tiếp thu ý kiến của Mã Tốc - người từng đảm nhiệm chức Thái thú Nam Trung là chủ trương "đánh vào lòng người làm thượng sách", nên đã nhanh chóng kết thúc chiến sự ở Nam Trung. Sau khi dẹp xong phản loạn ở Nam Trung do Mạnh Hoạch cầm đầu các bộ lạc Nam Man, trong vấn đề có cần thiết hay không để Hán quan, Hán binh ở lại cai trị dân tộc thiểu số, Gia Cát Lượng đã căn cứ vào tình hình thực tế không để binh lính và quan lại cai trị ở lại cho nên đã thu được hiệu quả tốt đẹp "kỷ cương thiết lập, dân tộc thiểu số và người Hán cùng yên bình".

## Trong văn hóa

### Tam Quốc diễn nghĩa
Mặc dù ghi chép lịch sử dường như cho thấy rằng Gia Cát Lượng thực sự đã bắt Mạnh Hoạch tổng cộng bảy lần nhưng chi tiết của từng lần bắt giữ này không được ghi lại. Trên cơ sở lịch sử, La Quán Trung đã hư cấu ra những chi tiết cụ thể trong tác phẩm Tam Quốc diễn nghĩa bảy lần bắt bảy lần thả. Trong đó, Triệu Vân, Ngụy Diên và Mã Đại đã được mô tả đã đóng góp lớn vào chiến dịch này trong cuốn tiểu thuyết, nhưng trong lịch sử họ đã không tham gia vào chiến dịch ở tất cả các mặt trận như mô tả.
Trong cuộc đọ sức đầu tiên giữa Gia Cát Lượng và Mạnh Hoạch, Triệu Vân dẫn một toán quân và đánh thẳng vào qua lực lượng của Mạnh Hoạch như một cơn gió mạnh, sau đó Triệu Vân dụ Mạnh Hoạch đuổi theo mình và gài bẫy phục kích, kết cục, Mạnh Hoạch đã bị bắt bởi Ngụy Diên. Mạnh Hoạch không phục, sau đó Gia Cát Lượng thả Mạnh Hoạch để hẹn tái đấu lần nữa.
Trong lần thứ hai, Mạnh Hoạch đã thận trọng hơn không ỷ y chủ quan như trước, ông này tạo ra công sự dọc theo một con sông cho trận chiến thứ hai. Mặc dù vậy, quân Thục vẫn vượt qua được. Mã Đại cắt đứt các đường tiếp tế và giết chết Kim Hoàn Tam Kết, một vị tướng Nam Man bảo vệ các công sự trên bờ sông. Thấy Thục Hán mạnh hơn nhiều so với lực lượng của Mạnh Hoạch và vốn bất bình nên tướng An Hội Nan và Đổng Trà Na phản bội lại Mạnh Hoạch và đang đêm lén bắt giữ Mạnh Hoạch giao cho quân Thục. Gia Cát Lượng vẫn không giết Mạnh Hoạch, như là một phần của một âm mưu, Gia Cát Lượng đã dẫn Mạnh Hoạch đi xem trại của mình trước khi thả về lần thứ hai.
Mạnh Hoạch sau khi xem trại của quân Thục trở nên quá tự tin trong những cách bố phòng của trại địch, ông ta sai em trai của mình, Mạnh Ưu tiếp tục đi thám thính và bị bắt. Lần này, Mạnh Hoạch tập hợp một lực lượng lớn và tấn công trại quân Thục, Gia Cát Lượng đã sơ tán toàn bộ lực lượng của mình. Tất nhiên, đây là một phần của kế hoạch của Gia Cát Lượng, và quân đội của Mạnh Hoạch rơi vào nhiều cái bẫy hố đã được đào trong trại. Mạnh Hoạch đã bị bắt một lần nữa.
Thận trọng, và học hỏi từ những thất bại trước đây của mình, Mạnh Hoạch chọn chiến thuật phòng thủ, chờ đợi một cuộc tấn công của quân Thục. Kế hoạch để dụ quân Thục vào vùng đầm lầy độc xung quanh các hang động của Đóa Tư Đại vương, nhưng Gia Cát Lượng đã được báo trước về sự nguy hiểm bởi anh trai Mạnh Hoạch là Mạnh Tiết và tiếp tục vượt qua được đầm lầy này. Một lần nữa, Mạnh Hoạch đã bị đánh bại và bị bắt, và Đóa Tư thì bị giết chết. Trong văn hóa dân gian, Gia Cát Lượng bị bệnh từ khi vượt qua đầm lầy nhưng sau đó hồi phục.
Sau thất bại thứ năm Mạnh Hoạch có sự hỗ trợ của vợ ông, Chúc Dung Phu nhân, bây giờ đã đến chiến trường, phàn nàn rằng chồng mình là không đủ năng lực nên hãy chống mắt xem nữ giới trổ tài như thế nào. Trong một trận giao phong, cô đã đánh thắng và bắt được hai tướng Mã Trung và Trương Ngực. Gia Cát Lượng đã phái Triệu Vân, Ngụy Diên, Mã Đại để đối chọi với Chúc Dung. Cuối cùng Mã Đại xuống ngựa và bắt được cô. Gia Cát Lượng quay trở lại trại của mình để Mạnh Hoạch trao đổi với các tướng Thục bị bắt. Mạnh Hoạch lần này cố gắng kêu gọi sự hỗ trợ và tập hợp những con thú hoang dã như voi và hổ từ lực lượng của Mộc Lộc Đại vương để chống lại quân Thục, ban đầu những con thú hoang này đã gây ra sự khiếp đảm cho quân Thục, nhưng sau đó chúng đã bị đuổi đi bởi súng phun lửa của Gia Cát Lượng, Mộc Lộc đã bị giết chết trong trận, và Mạnh Hoạch đã bị bắt một lần nữa.
Trong trận cuối cùng, Mạnh Hoạch đã tranh thủ được sự trợ giúp của Ngột Đột Cốt một vị vua hùng mạnh của nước Ô Qua, có quân đội mặc áo giáp làm bằng mây để làm chệch hướng thanh kiếm và mũi tên. Tuy nhiên, Gia Cát Lượng đã bố trí một cái bẫy trong đó Ngụy Diên thu hút Ngột Đột Cốt vào một thung lũng với các chất gây cháy đặt bên dưới mặt đất. Quân Ngột Đột Cốt cắn câu và đuổi Ngụy Diên vào thung lũng. Khi bên trong thung lũng, Triệu Vân chặn các tuyến đường thoát ra và kích hoạt phát nổ, áo giáp mây bị cháy và thiêu trụi Ngột Đột Cốt và quân đội của ông. Mặc dù một thắng lợi lớn, Gia Cát Lượng đã khóc khi xem trận chiến vì cho rằng mình mang nghiệp sát sinh quá nặng. Mạnh Hoạch bị bắt lần thứ bảy và cuối cùng.
Bằng những đòn tâm lý chiến, Mạnh Hoạch đã phải thừa nhận thất bại vào thời điểm này và ông tuyên bố sẽ đầu hàng và phục vụ Thục Hán từ tận đáy lòng của mình, Mạnh Hoạch đem toàn bộ gia quyến, tướng tá, binh lính đầu phục. Các mối đe dọa miền Nam đã được dẹp bỏ và quân đội Thục khải hoàn trở về Thành Đô.

### Ẩm thực
Chiến dịch này được cho là đã cho ra đời bánh màn thầu hay bánh bao. Bánh này có truyền thuyết xuất xứ từ thời Tam Quốc theo đó Gia Cát Lượng sau khi bình định Nam Trung (bây giờ là vùng Vân Nam và bắc Myanmar), trên đường quay về gặp một con sông lớn, nước chảy xiết, không thể vượt qua. Mạnh Hoạch nói phải chặt đầu 50 nam giới và ném xuống dòng sông nhằm làm dịu đi sự hung dữ của dòng sông. Tuy nhiên Gia Cát Lượng không muốn phải đổ máu thêm nữa, vì vậy cho mổ thịt bò và ngựa nhét vào trong những chiếc bánh nhỏ có hình dạng giống đầu người và ném xuống sông. Nhờ đó quân Thục qua sông an toàn. Loại bánh này được gọi là "Man đầu" (bánh đầu người Man), ngày nay có tên là màn thầu.